# Carl Wilhelm Ludwig Jacob
Carl Wilhelm Ludwig Jacob (* 7. Juli 1833 in Wernigerode; † 24. September 1880 in Hamburg) war ein Hamburger Kaufmann und Abgeordneter.

## Leben
Jacob absolvierte eine kaufmännische Ausbildung in Halberstadt bei der Firma Meier & Co. und arbeitete dort bis 1851. Von 1852 bis Dezember 1855 arbeitete Jacob als Commis in der Göttinger Tuchhandlung Louis Laporte, die er verließ, um seinen Militärdienst bei der preußischen Armee abzuleisten.
Anfang des Jahres 1859 kam Jacob nach Hamburg und arbeitete für die Firma H.C.Bock, eine Handelsfirma, die auch ein Lager für Manufakturwaren, Leinen und Tuche besaß. 
Als Jacob von den Plänen der Preußischen Ostasienexpedition unter Graf Friedrich zu Eulenburg hörte, bewarb er sich, doch erhielt er erst kurzfristig die Erlaubnis teilzunehmen. Er kündigte bei H.C. Bock und reiste im November und Dezember 1859 zu den Handelskammern Lennep, Elberfeld, Essen, Aachen und Eupen, um die Interessenlagen der preußischen Tuchfabrikanten zu ermitteln. Jacob nahm an der Handelsexpedition durch Siam, das Japanische und das Chinesische Kaiserreich teil und kehrte 1862 nach Hamburg zurück. Er wurde erneut bei H. C. Bock angestellt, erhielt im November 1862 Prokura und begründete den Asienhandel der Firma. Er heiratete die Tochter des Firmeninhabers, Brigitte Sophie Bock, und wurde 1865 Teilhaber. Er gehörte von 1870 bis 1880 dem Verwaltungsrat der Norddeutschen Bank an. 
Von 1868 bis zu seinem Tod gehörte Jacob der Handelskammer Hamburg an, die er 1874 als Präses leitete.
Jacob gehörte von 1869 bis 1874 der Hamburgischen Bürgerschaft an.